# 独裁者と小さな孫
『独裁者と小さな孫』（どくさいしゃとちいさなまご、原題：The President）は、2014年公開のジョージア・イギリス・フランス・ドイツの合作映画。モフセン・マフマルバフ監督作品。第71回ヴェネツィア国際映画祭オープニング作品。第15回東京フィルメックスでは『プレジデント』の邦題で上映された。

## ストーリー
ある日、独裁国家で民衆暴動が発生し、独裁政権が崩壊した。亡命する後妻や娘から「一緒に亡命しましょう」との勧めを断った大統領は、恋するマリアと離れるのを嫌がった孫息子と共に首都に戻るが、既に首都は陥落していた。大統領と孫息子は国外脱出を図るため空港に向かうが、信頼していた元帥が部隊ごと離反し空港を封鎖したため陸路で国内を脱出することになり、革命政権は二人に懸賞金をかけ行方を探す。大統領は町の理髪師から衣服を奪い、旅芸人に扮して逃亡する。逃亡の途中、大統領は規律が緩み略奪を働く兵士たちと彼らに強姦される花嫁、革命で財産を失い難民となった富豪、自身を憎み血眼になって探す民衆たちを目にし、自分が政権を握っていた頃に犯した罪と、国の混乱の責任を感じ始める。大統領は、かつて関係を結んだ売春婦から逃亡資金を工面してもらい、協力者の待つ海に向かう。
海に向かう途中、大統領は革命政権により解放された政治犯たちと行動を共にする。政治犯たちの中には、大統領への報復を叫ぶ者や、争いの連鎖を断ち切ろうと主張する者など様々な考えの者がいたが、その中には大統領の息子夫婦を暗殺した男もいた。男は「5年振りに妻と再会する」と話し、大統領は餞別として上着を渡す。しかし、妻は既に他の男と再婚して子供をもうけており、絶望した男は妻の目の前で自殺する。
男の葬儀を見届けた大統領は、他の政治犯たちと別れ海岸に辿り着くが、二人を追って来た民衆と革命軍に発見され捕まってしまう。二人は処刑されそうになるが、騒ぎを聞いて駆け付けた政治犯たちにより、孫息子は救い出される。民衆は大統領を処刑しようとするが、政治犯は大統領の軍隊として圧政に加担していた兵士たちと、体制に迎合して大統領を称賛していた民衆の責任を問う。政治犯は、なおも処刑を強行しようとする民衆の前に進み「どうしても復讐したいなら、まず私を殺せ」と叫ぶ。海岸では喧騒を余所に、他の政治犯の奏でるギターに合わせ、孫息子がダンスを踊る。

## 登場人物

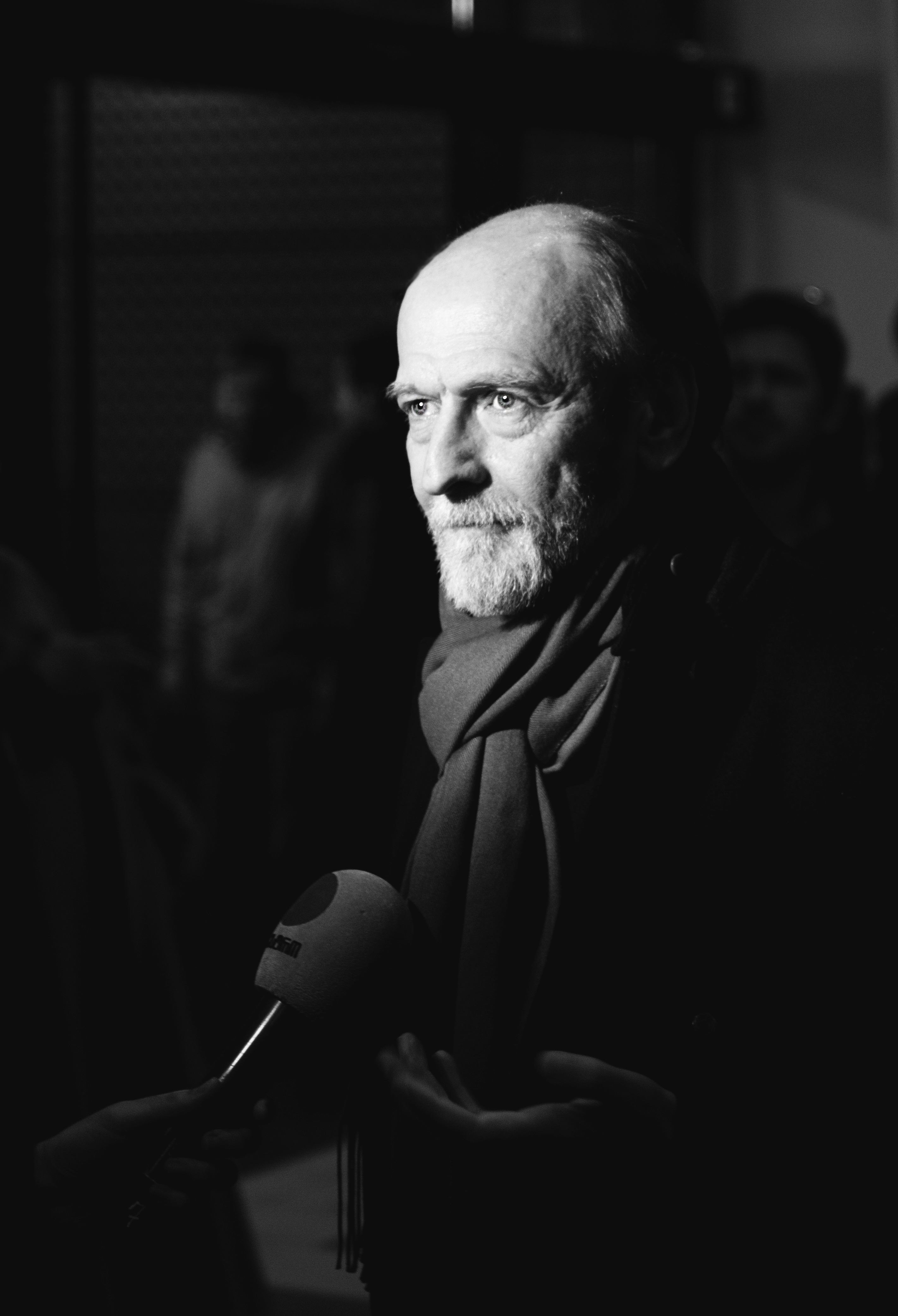
主演のミシャ・ゴミアシュヴィリ

大統領
演 - ミシャ・ゴミアシュヴィリ
独裁国家の指導者。妻と息子夫婦とは死別しており、家族には若い後妻と二人の娘、後継者の孫息子がいる。体制維持のために国民を弾圧していたが、民衆暴動により失脚し、追われる身となる。
孫息子
演 - ダチ・オルヴェラシュヴィリ
5歳になる大統領の孫息子。両親がテロで暗殺され、大統領の後継者となる。ダンスのレッスン相手の少女マリアと離れ離れになるのを嫌がり国に残り、大統領と共に追われる身となる。
マフマルバフは、孫息子の存在を「独裁君主の中に潜む純粋さ」と位置付けている。また、ダチ・オルヴェラシュヴィリは本作がデビュー作となる。
売春婦
演 - ラ・スキタシュヴィリ
兵士を相手にする売春婦。14歳の時に政権を握る前の大統領と関係を結ぶ。姉がいたが、政治犯として連行され獄死している。
歌手の政治犯
演 - グジャ・ブルデュリ
革命により解放された政治犯の一人。民衆に処刑されそうになった孫息子を保護する。
理髪師
演 - ズラ・ベガリシュヴィリ
町に暮らす理髪師。大統領に衣服を奪われた後、「逃亡を手助けした」として革命政権に拘束される。
護衛
演 - ラシャ・ラミシュヴィリ
大統領の忠実な護衛。命懸けで大統領の逃亡を手助けするが、裏切った元帥に撃たれ死亡する。1歳になる息子がいる。
愛に生きる政治犯
演 - ソソ・クヴェデリゼ
革命により解放された政治犯で、大統領の息子夫婦暗殺犯の一人。収容所に5年間収容され、拷問を受け歩けなくなる。
寛大な政治犯
演 - ダト・ベシタイシュヴィリ
革命により解放された政治犯の一人。「暴力は新しい暴力を生むだけ」として、大統領への復讐に反対している。

## 製作

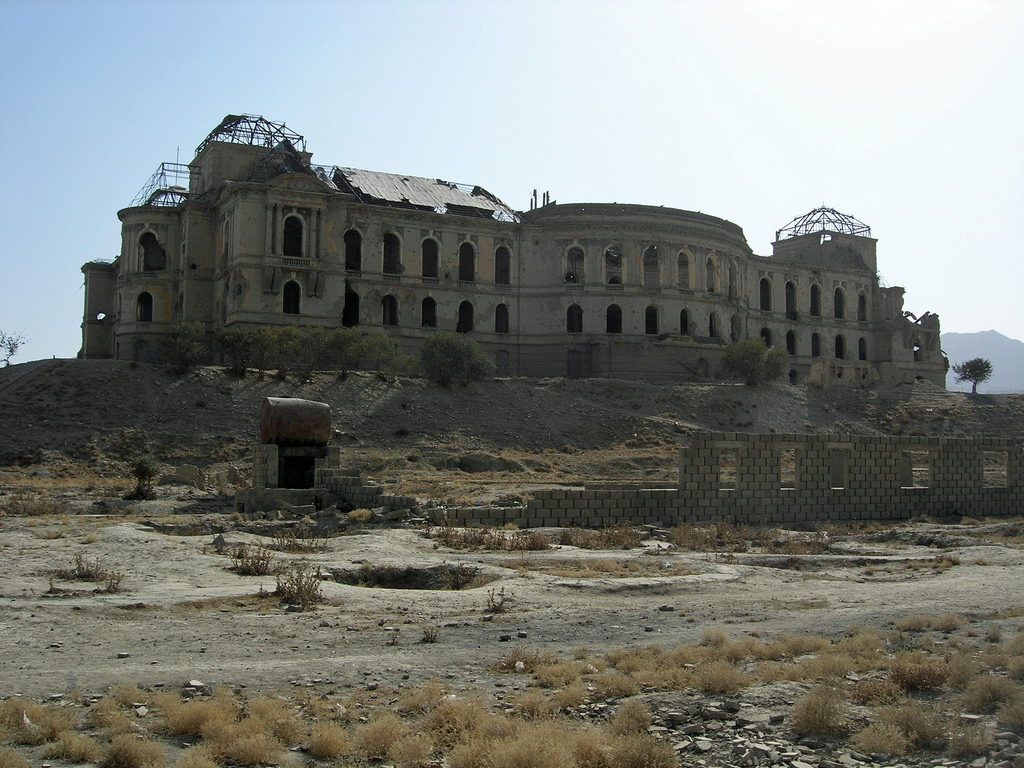
ダルラマン宮殿

2006年、アフガニスタン・カーブルのダルラマン宮殿の廃墟を訪れた際に映画の構想が練られ、アラブの春をきっかけに脚本が作り直された。監督のモフセン・マフマルバフは、「ひとつの国のひとつの問題ではなく、どこの国でもありえる物語として撮りたかった」として、架空の国家を舞台にし、主要な登場人物にも名前が設定されていない。また、マフマルバフは本作を通して「"独裁者が引き起こす悲劇"と"暴力革命が引き起こす悲劇"を描き、とにかく暴力はいけないと伝えたかった」と述べている。
撮影場所は「革命を経験し、自由な風が吹き始めた」という理由でジョージアが選ばれ、キャスト・スタッフも全員ジョージア人が起用されている。本作では実際の独裁者やクーデターを連想させるシーンが描かれている（マフマルバフは連想される人物の一人にモハンマド・レザー・パフラヴィーを挙げている）が、完成後に2014年ウクライナ騒乱で類似の出来事が起きたことに対し、マフマルバフは「ウクライナが僕の映画をまねしたと思ったね」と述べている。

## 受賞
- ヴェネツィア国際映画祭：ロベール・ブレッソン賞[1]
- シカゴ国際映画祭：最優秀作品賞[1]
- 東京フィルメックス：観客賞[7]
- ベイルート国際映画祭：観客賞[1]